# Sân bay Lensk
Sân bay Lensk (IATA: ULK, ICAO: UERL) là một sân bay ở thị trấn Lensk, Cộng hòa Sakha, Nga.

## Hãng hàng không và điểm đến
| Hãng hàng không             | Các điểm đến             |
| --------------------------- | ------------------------ |
| Alrosa Mirny Air Enterprise | Irkutsk, Yakutsk         |
| IrAero                      | Irkutsk                  |
| Polar Airlines              | Irkutsk, Yakutsk         |
| Yakutia Airlines            | Bratsk, Irkutsk, Yakutsk |

## Tai nạn và sự cố
- Vào ngày 4 tháng 7 năm 2012, một chiếc trực thăng do UTair Aviation vận hành đã gặp tai nạn, cách sân bay Lensk khoảng 4 km. Xác máy bay cùng với ba thi thể được tìm thấy vài giờ sau đó (người thứ tư cũng được cho là đã thiệt mạng). Nguyên nhân vụ tai nạn không được xác định rõ.[7]